# Biała (Zgierz)
Biała ist ein Dorf in der Gmina Zgierz in Zentralpolen in der Woiwodschaft Łódź. Es liegt etwa 8 nördlich von Zgierz und 15 km nördlich von Łódź. Die Dörfer Biała, Cyprianów, Jeżewo, Kolonia Głowa und Leonów gehören zum Sołectwo Biała.

## Ortsname
Der Ortsname Biała bedeutet „weißer Sandboden“.
Zur Zeit der deutschen Besetzung Polens im Zweiten Weltkrieg, von 1943 bis 1945, hieß der Ort Billheim.

## Geschichte

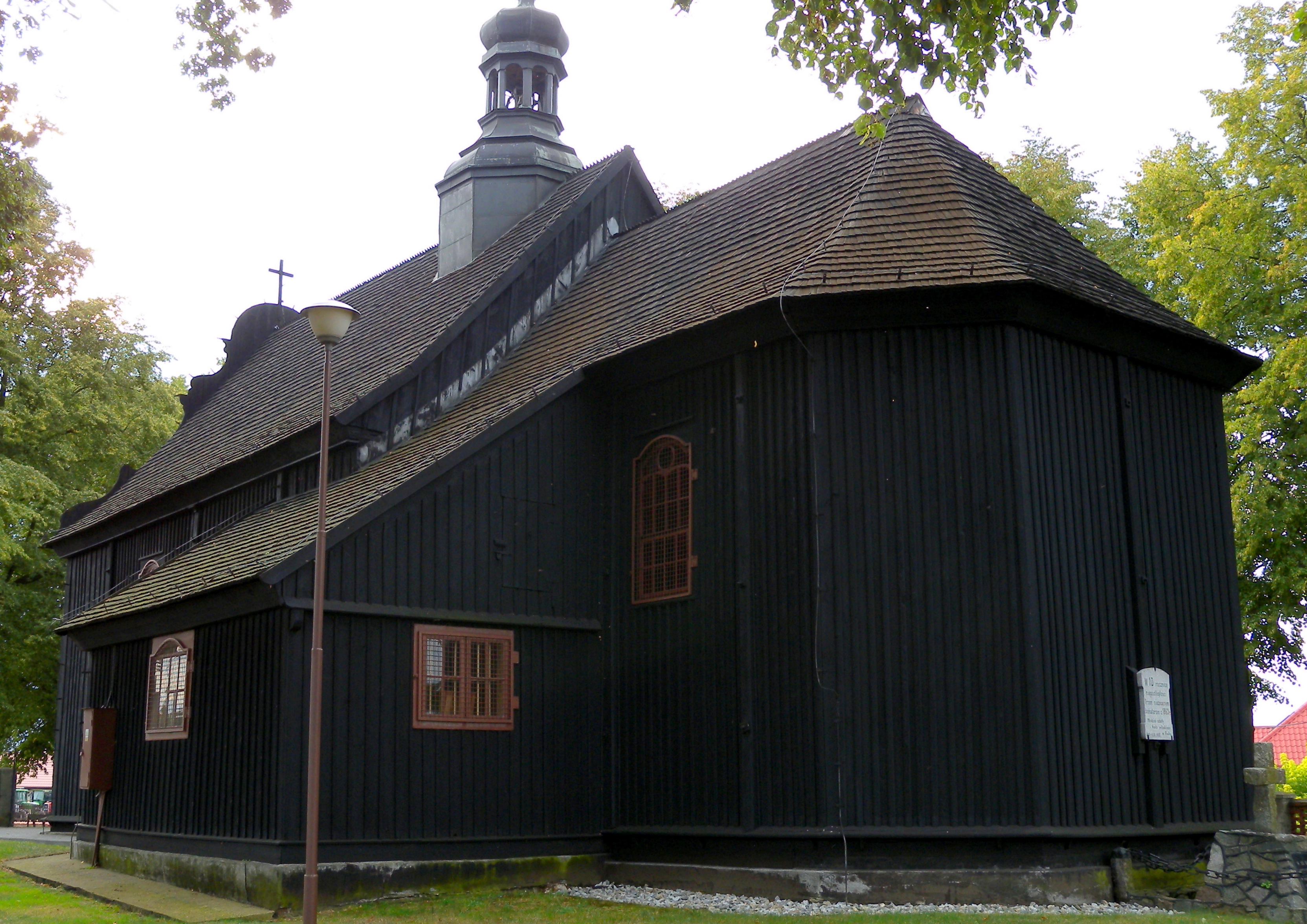
Holzkirche in Biała

Die Gegend um Biała war bereits in vorgeschichtlicher Zeit besiedelt, denn in der Nähe des Dorfes wurde ein römerzeitlicher Friedhof der Przeworsk-Kultur ausgegraben.
Ende des 19. Jahrhunderts gab es im Dorf und der deutschen Siedlung insgesamt 57 Häuser und 670 Einwohner. Biała war Sitz der damaligen Gmina Biała, deren Schule sich ebenfalls im Ort befand. Darüber hinaus gab es vier Mühlen und eine Filialkirche, die zum katholischen Kirchspiel Gieczno gehörte (wohl die heute noch im Ort befindliche alte Holzkirche der Heiligen Peter und Paulus).

### Die deutsche Siedlung Biała
In der Nähe des Dorfes Biała wurde in der ersten Hälfte des 19. Jahrhunderts, nach unterschiedlichen Angaben 1820 oder erst 1840, von deutschen Bauern pommerscher Herkunft eine Siedlung gegründet. In der deutschsprachigen Literatur ist diese Siedlung ebenfalls unter dem Namen Biała bekannt. 
Die deutschen Siedler waren evangelisch und besuchten die 1824 gegründete evangelische Kirche in Zgierz. 1842 richteten sie gemeinsam mit den Deutschen aus Głowa, Wola Branicka, Leonów, Cyprianów und Dobra einen evangelischen Friedhof in Biała ein.
Im Jahr 1863 wurde eine deutschsprachige Kantoratsschule gegründet, in der bis mindestens 1919 in deutscher Sprache unterrichtet wurde. Im Jahr 1925 war die Unterrichtssprache polnisch. Das ursprünglich hölzerne Schulhaus wurde 1887 durch ein massives Schul- und Bethaus ersetzt, das 1911 abbrannte. Nach dem Wiederaufbau wurde das Gebäude während der Schlacht um Łódź im Ersten Weltkrieg erneut zerstört. Im Schulgarten wurden zwei Massengräber für deutsche Soldaten angelegt, die später auf einen Sammelfriedhof umgebettet wurden.